# LOST SPHEAR
『LOST SPHEAR』（ロストスフィア）は、2017年10月12日にスクウェア・エニックスより発売されたゲームソフト。

## 概要
PlayStation 4・Nintendo Switch・PC（Steam）のマルチプラットフォームで展開され、PS4・Switch版は2017年10月12日に発売、Steam版は2018年1月24日より配信。
「Project SETSUNA」の第2作となる本作は、記憶を操作して世界を改変できる力を持った少年が仲間たちとともに世界を旅する様子を描いたファンタジーRPGである。
本作は記憶によって構成された世界を舞台としているため、様々な文明を合わせたような地域が多数登場する。
本作は、『いけにえと雪のセツナ』同様、アクティブタイムバトルシステムVer 2.0を採用しているほか、キャラクターの行動開始に合わせてボタンを入力して追加効果を得る「刹那システム」や、「機装」と呼ばれるメカニックに搭乗するシステムを新たに採用している。

## ストーリー
この世界は記憶によって構成されており、記憶が消えれば存在も共に消えて「ロスト」と呼ばれ、元に戻すことは不可能になるとされていた。その中、主人公であるカナタは夢の中である人物から助言を受けロスト現象を回復させる記憶を操る術を得る。眠りから覚めた後、カナタと友人のルミナ、ロックは彼らの住んでいる月鐘の町エルから些細なきっかけで外出することになる。そして街に帰ってきた時エルの街が白くなりロストしていた。カナタは夢の中で得たロスト回復の力を使いエルをロストから復活させる。それを見ていた謎の青年ヴァンが同行することになり、その上その力を知った帝国がカナタに各地のロストした場所を復活させるよう依頼される。その依頼を受けたカナタは仲間達と共にロスト現象の多発する世界に旅立ち、帝国やヴァンの素性、ロストの原因を知ることとなる。

## 登場人物
カナタ（Kanata）
声 - 小野将夢
本作の主人公。記憶を操る能力を持つ少年。剣を武器とする。専用機装は「ファディール」。
ルミナ（Lumina）
声 - 桑島法子
カナタの幼馴染。格闘術を習得している。専用機装は「ジェルクス」。
ロック（Locke）
声 - 広橋涼
カナタの幼馴染。自作のボーガンを武器にしている。
ヴァン（Van）
声 - 宮崎寛務
エルに現れた謎の青年。ビットを武器にする。専用機装は「レグルファー」。
オバロ（Obaro）
声 - 藤本たかひろ
自らを「機甲人」と名乗る謎の男。杖を武器とし、魔法攻撃が主体。
シェラ（Shera）
声 - 相沢舞
「逢魔の民」の戦巫女。弓を武器とする。
ガルドラ（Galdra）
声 - 庄司宇芽香
ジガン帝国の近衛騎士団長。刀を武器とする。専用機装は「エクティート」。
ディアント（Dianto）
声 - 江川央生
サリナス島のモンスター。ハンマーを武器とする。専用機装は「スクトルム」。

## 舞台
月鐘の街エル
カナタ、ルミナ、ロックの故郷。